# 티파 록하트

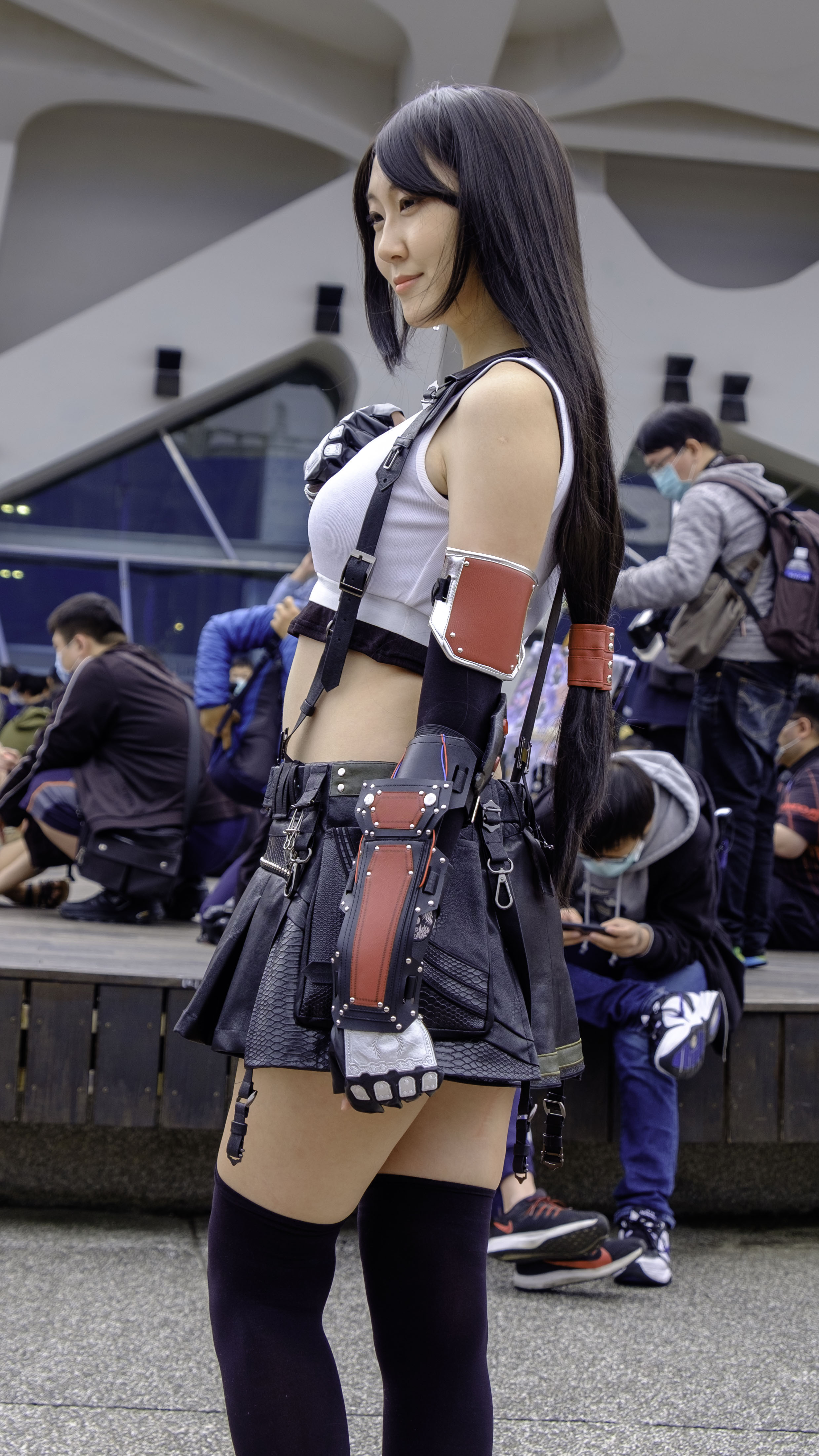

티파 록하트(Tifa Lockhart)는 스퀘어 사에서 개발한 롤플레잉 게임인 파이널 판타지 VII에 등장하는 캐릭터이다. 니블헤임 출신으로 주인공 클라우드의 소꿉친구이고, 게임의 현시점에서 13~20세이다.
어릴 적 죽은 엄마를 찾아 산을 넘다가 추락. 클라우드에게 구해지지만, 그때 당시의 기억을 잃고 만다. 급수탑에서 클라우드와 "내가 위험해지면, 구하러 와 줘."라는 약속을 한다. 그리고 니블헤임에 온 격투가 잔간에게서 격투술을 배운다. 몇 년 후, 세피로스와 한 명의 솔져가 니블헤임을 찾고, 니블헤임에서 자신의 정체를 알게 되어 미쳐버린 세피로스에 의해, 아빠를 잃고, 마을이 불태워지고, 자신도 중상을 입는다. 잔간에 의해 구해진 그녀는 치료를 위해 미드갈로 이송되고, 그곳에서 치료를 끝낸 그녀는 '아바란치'라는 반 신라 조직에 들어가게 된다. 그리고 얼마 후, 역을 지나던 도중 역에 쓰러져 있던 클라우드를 알아보고, 클라우드에게 '아바란치'의 일에 협력을 요청한다.

일본 성우는 이토 아유미, 미국 성우는 레이철 리 쿡이다.